# جودی لندرز
 جودی لندرز (انگلیسی: Judy Landers؛ زادهٔ ۷ اکتبر ۱۹۵۸) یک هنرپیشه اهل ایالات متحده آمریکا است.
از فیلم‌های معروف او می‌توان به بازی در فیلم  اسکیت‌تاون اشاره کرد.